# Kokoona ovatolanceolata
Kokoona ovatolanceolata är en benvedsväxtart som beskrevs av Henry Nicholas Ridley. Kokoona ovatolanceolata ingår i släktet Kokoona och familjen Celastraceae. Inga underarter finns listade.